# Svratouch
Svratouch (deutsch Swratauch) ist eine Gemeinde in Tschechien. Sie liegt anderthalb Kilometer nördlich von Svratka und gehört zum Okres Chrudim.

## Geographie

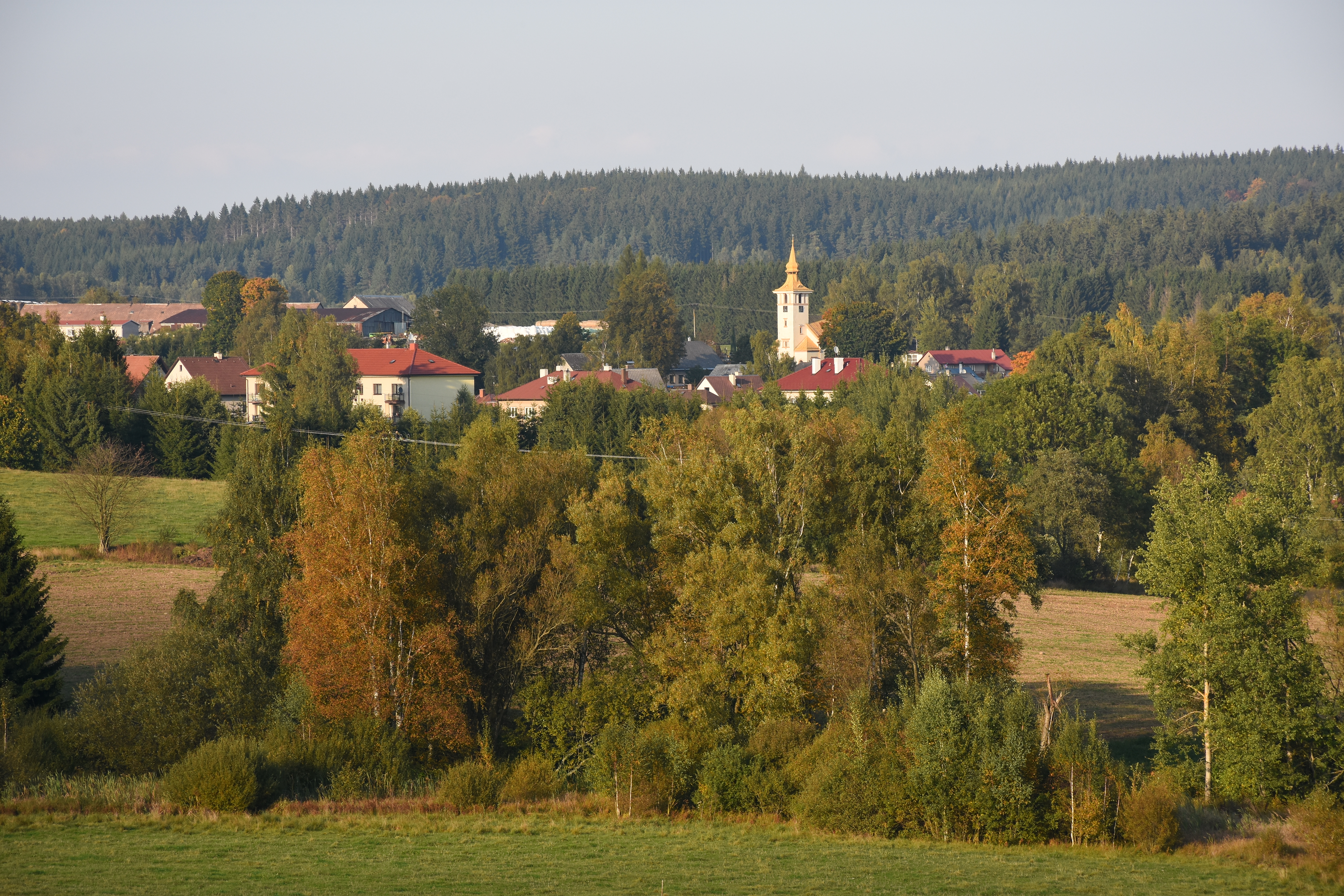
Svratouch, vom Peškův vrch gesehen

Svratouch erstreckt sich im Zentrum der Saarer Berge im Tal des Baches Svratouch, der sich im Niederdorf mit dem Borek zum Řivnáč vereinigt. Durch den Ort führt die Staatsstraße II/354 zwischen Skuteč und Svratka. Nördlich des Dorfes verläuft die Europäische Hauptwasserscheide; die dort entspringende Krounka gehört ebenso wie die nordwestlich von Svratouch entspringende Chrudimka zum Einzugsgebiet der Elbe. Östlich liegt im Tal des Borek der Teich Chochol. Im Norden erhebt sich die Otava bzw. Otavův kopec (735 m n.m), östlich die Borovina (723 m n.m), im Südosten der Karlštejn (783 m n.m) und der Louckého kopec (701 m n.m.), westlich der Peškův vrch (717 m n.m.) sowie im Nordwesten der U Oběšeného (737 m n.m.).
Nachbarorte sind Bahna, Humperky, Krouna, Pleskotka und Porostliny im Norden, Čachnov, Ruda und Borová im Nordosten, Bukovina, Blatina, Damašek und Naděje im Osten, Karlštejn, Česká Cikánka und Moravská Cikánka im Südosten, Svratka im Süden, Chaloupky und Kuchyně im Südwesten, Krejcar, Chlumětín und Kameničky im Westen sowie Paseky und Filipov im Nordwesten.

## Geschichte
Die erste urkundliche Erwähnung von Svratouch erfolgte 1392 als Smil Flaška von Pardubitz die Herrschaft Richenburg an Otto von Bergow verkaufte. Ab 1485 unterstand das Dorf der Rychta in Svratka. Bei der 1584 durch den Hauptmann des Chrudimer Kreises, Burián Špetle von Janovice, angeordneten Volkszählung wurden für Svratouch 24 Untertanen aufgeführt. Wegen der reichen Tonvorkommen gab es in Svratouch zahlreiche Töpfer, die sich im 16. Jahrhundert mit ihren Berufskollegen im Städtchen Svratka zu einer gemeinsamen Zunft zusammengeschlossen hatten. Zum Ende des 16. Jahrhunderts wurde eine Glashütte gegründet, im Jahre 1651 ist Lorenz Preisler als Glashüttenmeister nachweislich. Zum Ende des 17. Jahrhunderts war das Dorf weiter angewachsen und erhielt einen eigenen Rychtář. Von den Besitzern der Herrschaft Richenburg wurde Svratouch zu dieser Zeit als "Ketzernest" bezeichnet, da die Katholiken nur eine Minderheit unter den Einwohnern bildeten. Nach dem Josephinischen Toleranzpatent bekannten sich im Jahre 1781 48 Familien zum Helvetischen Bekenntnis und bildeten eine helvetische Gemeinde, die im Dezember 1781 evangelische Matriken anlegte. 1783 wurde mit Unterstützung des Grundherrn Philipp Josef Graf  Kinsky ein Toleranzbethaus und im Jahr darauf eine evangelische Schule eingeweiht.
Im Jahre 1835 bestand das im Süden des Chrudimer Kreises gelegene Rustikaldorf Swratauch aus 197 Häusern, in denen 1334 Personen lebten. Haupterwerbsquellen bildeten der Feldbau, die Leinweberei, die Töpferei und der Handel. Im Ort gab es ein helvetisches Bethaus und Pastorat, dem die Akatholiken des Swratker und Kamenitscheker Kirchsprengels zugewiesen waren, eine helvetische Schule, zwei Mühlen und eine Ölpresse. Abseits lagen am Wald nördlich bzw. nordöstlich des Dorfes drei herrschaftliche Hegerhäuser. Katholischer  Pfarrort war Swratka. Eine katholische Schule wurde 1841 eröffnet. Bis zur Mitte des 19. Jahrhunderts blieb Swratauch immer der Allodialherrschaft Richenburg untertänig.
Nach der Aufhebung der Patrimonialherrschaften bildete Svratouch/Swratauch mit den Ortsteilen Cikánka und Karlstein eine Gemeinde im Gerichtsbezirk Hlinsko. 1854 hatte Svratouch 1618 Einwohner. 1863 entstand das neue evangelische Schulhaus. Ab 1868 gehörte Svratouch zum politischen Bezirk Chrudim. Die evangelische und die katholische Schule wurden 1877 zusammengeschlossen. Im Jahre 1879 lebten in der Gemeinde 1790 Personen; Svratouch war damit die nach der Stadt Hlinsko zweitgrößte Gemeinde im Gerichtsbezirk. Die Freiwillige Feuerwehr wurde 1896 gegründet. In den Jahren 1897–1898 erfolgte der Bau eines neuen Schulhauses. Das frühere evangelische Schulhaus diente ab 1920 der evangelischen Gemeinde als Winterbethaus. Im Jahre 1930 wurde die Gemeinde an das Elektrizitätsnetz angeschlossen. Am 26. und 27. Oktober 1930 kam es durch einen Schneesturm zum Schneebruch großer Teile der umliegenden Wälder. Am 9. Mai 1945 griffen sowjetische Bomber in Svratouch und Svratka  fliehende deutsche Einheiten an; in Svratouch wurden dabei mehrere Häuser beschädigt und zwei Personen schwer verletzt. 1949 wurde die Gemeinde dem neu geschaffenen Okres Hlinsko zugeordnet; zugleich erfolgte die Umgemeindung des Ortsteils Česká Cikánka nach Svratka. 1961 wurde Svratouch wiederum dem Okres Chrudim zugeordnet. 2007 verkaufte die evangelische Gemeinde das bis dahin als Presbyterna genutzte frühere Schulhaus an die Gemeinde, die das denkmalgeschützte Gebäude als Handwerksmuseum oder Galerie nutzen wollte; nach der Sanierung der Außenhaut folgte die Gemeinde dem Vorschlag des örtlichen Sammlers Pavel Šiller zu Einrichtung eines Museums historischer Motorräder, das am 9. Juli 2016 eröffnet wurde.

## Gemeindegliederung
Die Gemeinde Svratouch besteht aus den Ortsteilen Karlštejn (Karlstein) und Svratouch (Swratauch). Zu Svratouch gehört außerdem die Ferienhaussiedlung Naděje.

## Sehenswürdigkeiten

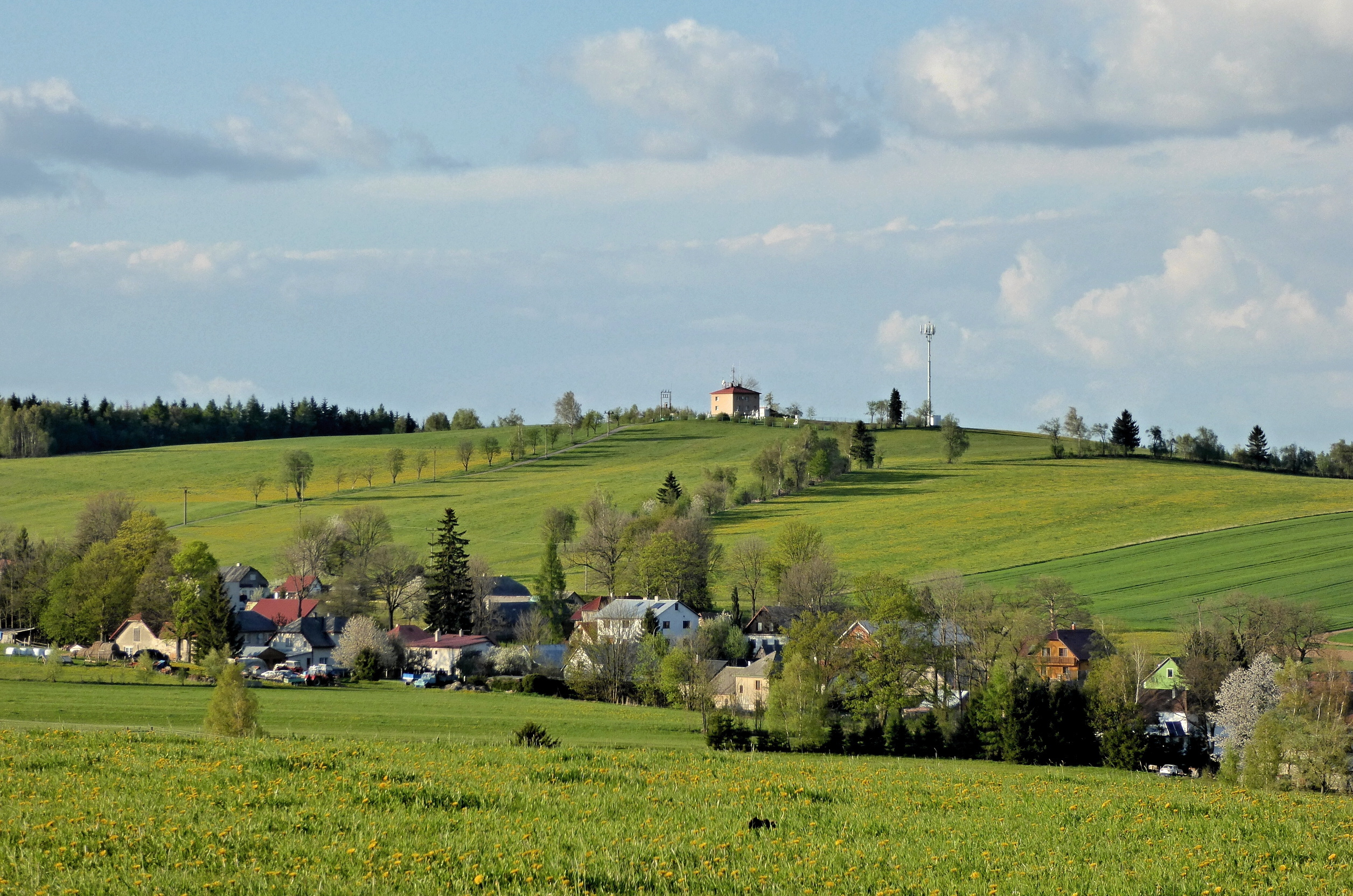
Blick zum Otavův kopec

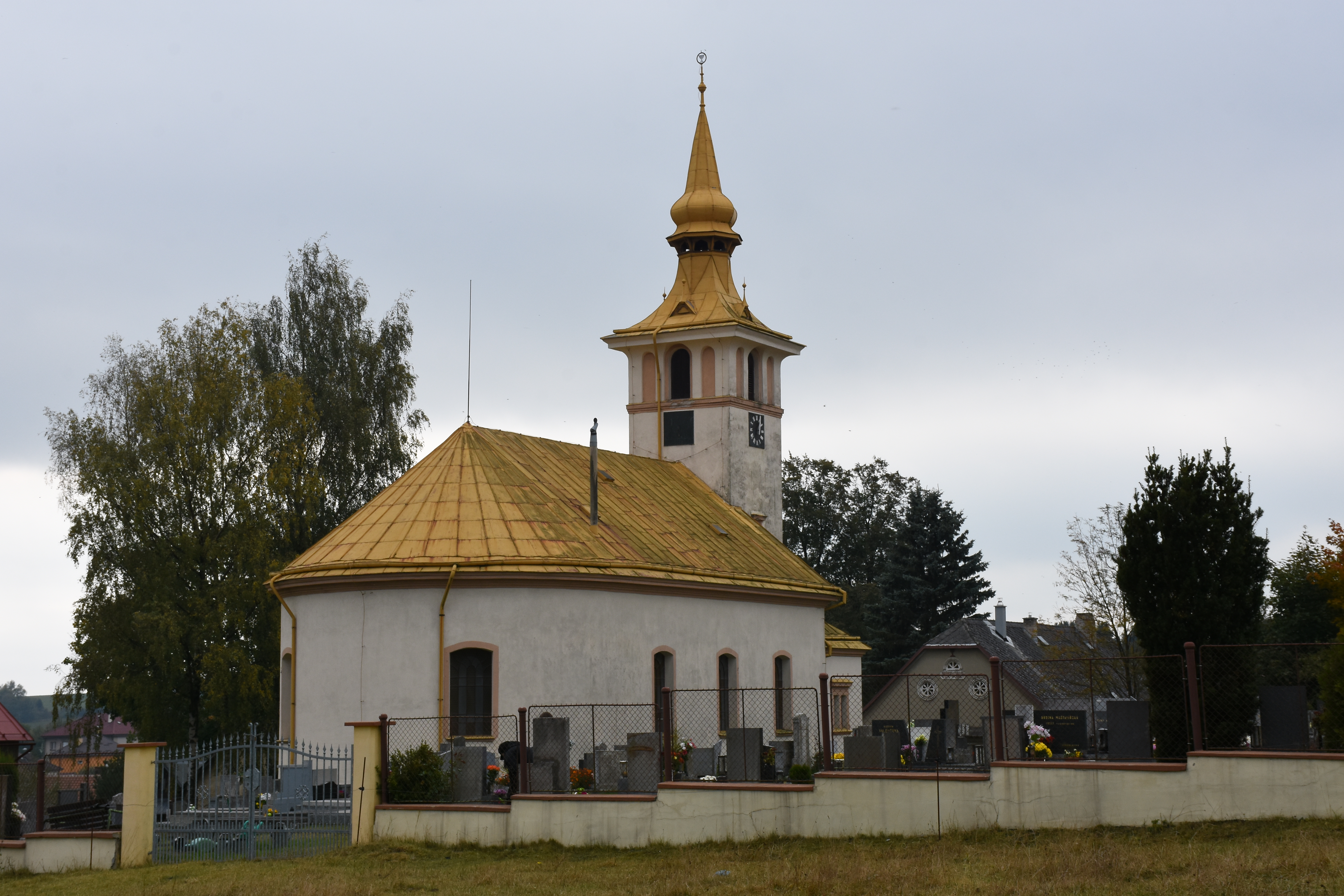
Evangelische Kirche

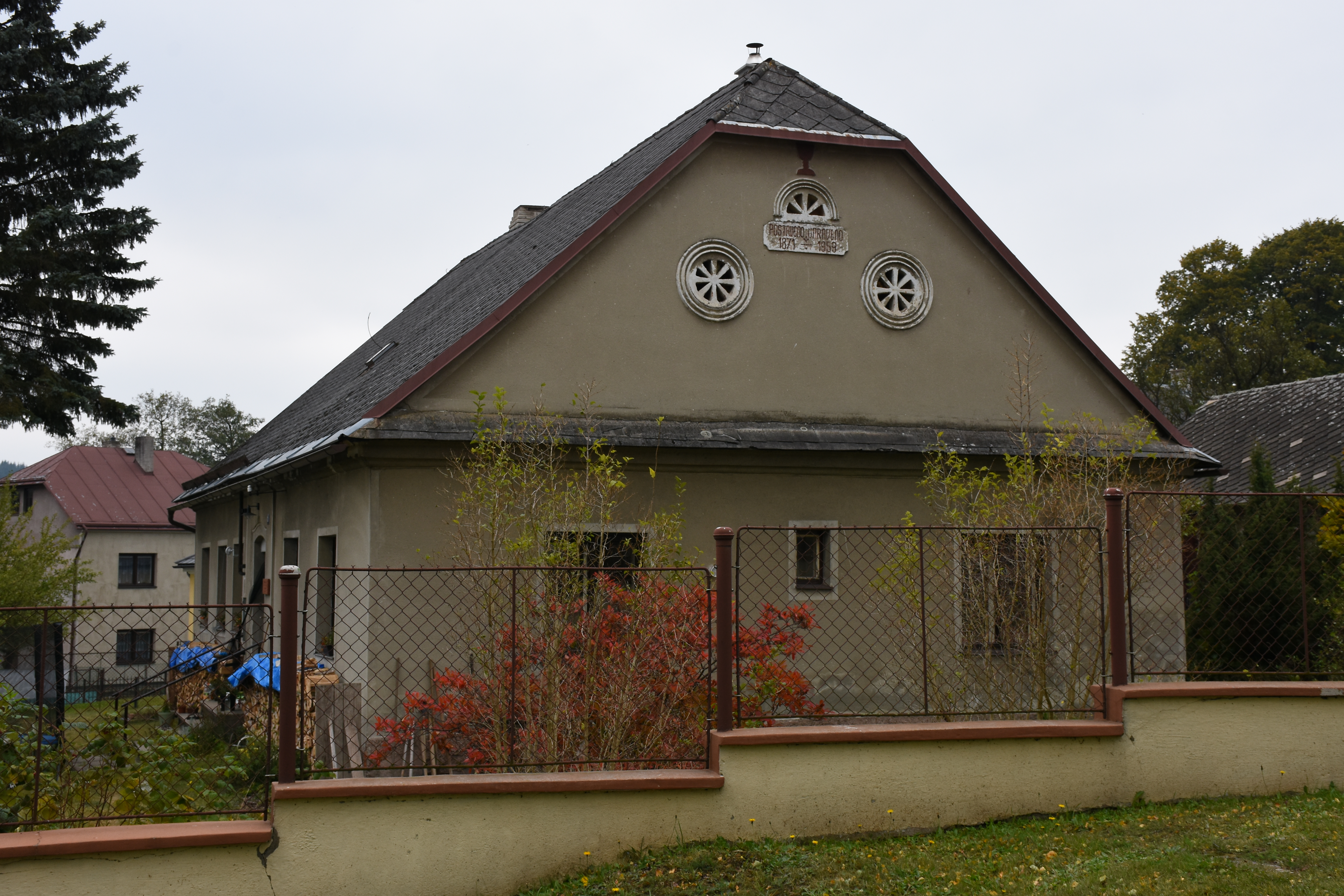
Evangelisches Pfarrhaus

- Evangelische Kirche, sie wurde 1783 als helvetisches Toleranzbethaus errichtet. 1911 erfolgte ein Umbau sowie der Anbau des Kirchturmes
- Kapelle des hl. Johannes von Nepomuk, errichtet 1933
- Jagdschloss Karlštejn, erbaut zwischen 1767 und 1776
- Kapelle des hl. Ägidius auf dem Karlštejn, errichtet 1708
- Teich Chochol, er dient als Badestelle
- Naturdenkmal U Tučkovy hájenky, Feuchtwiesen an den Quellen der Krounka
- Muzeum historických motocyklů, eröffnet 2016 im ehemaligen evangelischen Schulhaus[5]

## Söhne und Töchter der Gemeinde
- Jindřich Paseka (1928–2005), Heiler und Begründer der tschechischen Biotronik
- Jindřich Hegr (* 1933), Maler, Graphiker und Illustrator